# Mustela kathiah
Mustela kathiah är ett rovdjur i familjen mårddjur. I Nepal utbildas halvtama individer till jakt på gnagare som är oönskade gäster i människornas byggnader.

## Utseende
Djuret har mörkbrun ovansida och är gulaktig på undersidan, och skiljer sig från andra vesslor genom sin ganska långa svans. Förutom buken har läpparna, hakan och strupen en gulvit färg. Svansen är lika brun som ovansidan. Individerna blir 25 till 27 cm långa (huvud och bål), har en 12,5 till 15 cm lång svans och väger cirka 1,5 kg.

## Utbredning och habitat
Arten förekommer i bergsområden i Asien i regioner som ligger 1 000 till 5 200 meter över havet. Utbredningsområdet sträcker sig från södra Himalaya till södra Kina och Sydostasien. Habitatet utgörs främst av bergsskogar, av bergsängar, av buskskogar och av ökenliknande klippiga områden. I Vietnam hittades arten även i städsegröna skogar.

## Ekologi
Detta mårddjur är liksom sina släktingar aktiv på natten, lever utanför parningstiden ensam och har ett avgränsat revir. Arten jagar främst gnagare samt andra mindre ryggradsdjur som fåglar. Den har bra förmåga att följa sina byten in i boet. Mårddjuret har en egen lya som grävs själv i marken eller som är en naturlig hålighet under en klippa.
Parningen sker under senare våren eller tidiga sommaren och sedan vilar de befruktade äggen cirka 10 månader innan den egentliga dräktigheten börjar. Dräktigheten varar ungefär en månad och sedan föds 3 till 18 ungar. Ungarna är i början blinda och helt beroende av modern. De diar sin mor 6 till 8 veckor och blir kort efteråt självständiga. Könsmognaden infaller för honor efter tre månader och för hanar efter ett år. Livslängden är okänd men antas vara lika som hos andra medlemmar av släktet Mustela.